# Badab-e Surt

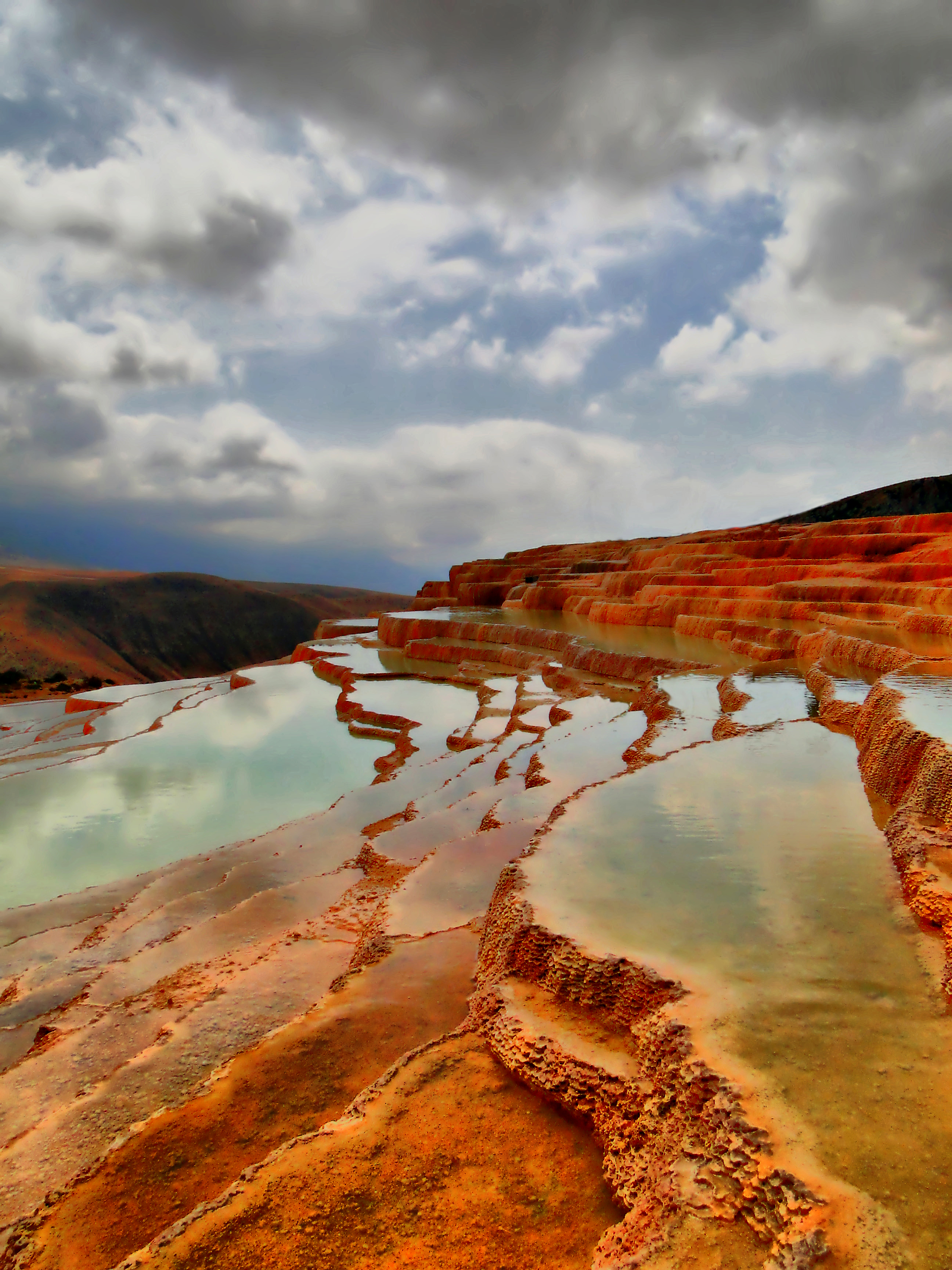
Sắc đỏ đá vôi là do Carbonat sắt.

Badab-e Surt (Persian: باداب سورت) là một bậc thang tự nhiên nằm ở tỉnh Mazandaran, miền bắc Iran. Nó nằm cách thành phố Sari khoảng 95 km (59 dặm) về phía nam. Với cấu tạo đá vôi, các bậc thang tự nhiên Badab-e Surt khiến du khách choáng váng vì vẻ đẹp hùng vĩ của nó. Thắng cảnh này được hình thành bởi hai con suối nước khoáng chảy từ trên núi xuống. Qua hàng ngàn năm, nơi này trông như một bậc thang khổng lồ với các hồ nước màu cam, đỏ vàng.
Hai con suối nằm ở độ cao 1.840 m so với mực nước biển và có những đặc tính tự nhiên khác biệt. Nước của con suối đầu tiên chứa nhiều muối, được cho là chữa được chứng thấp khớp và các bệnh ngoài da. Con suối thứ hai có vị chua và chủ yếu có màu cam do ảnh hưởng của oxide sắt có trong nước.

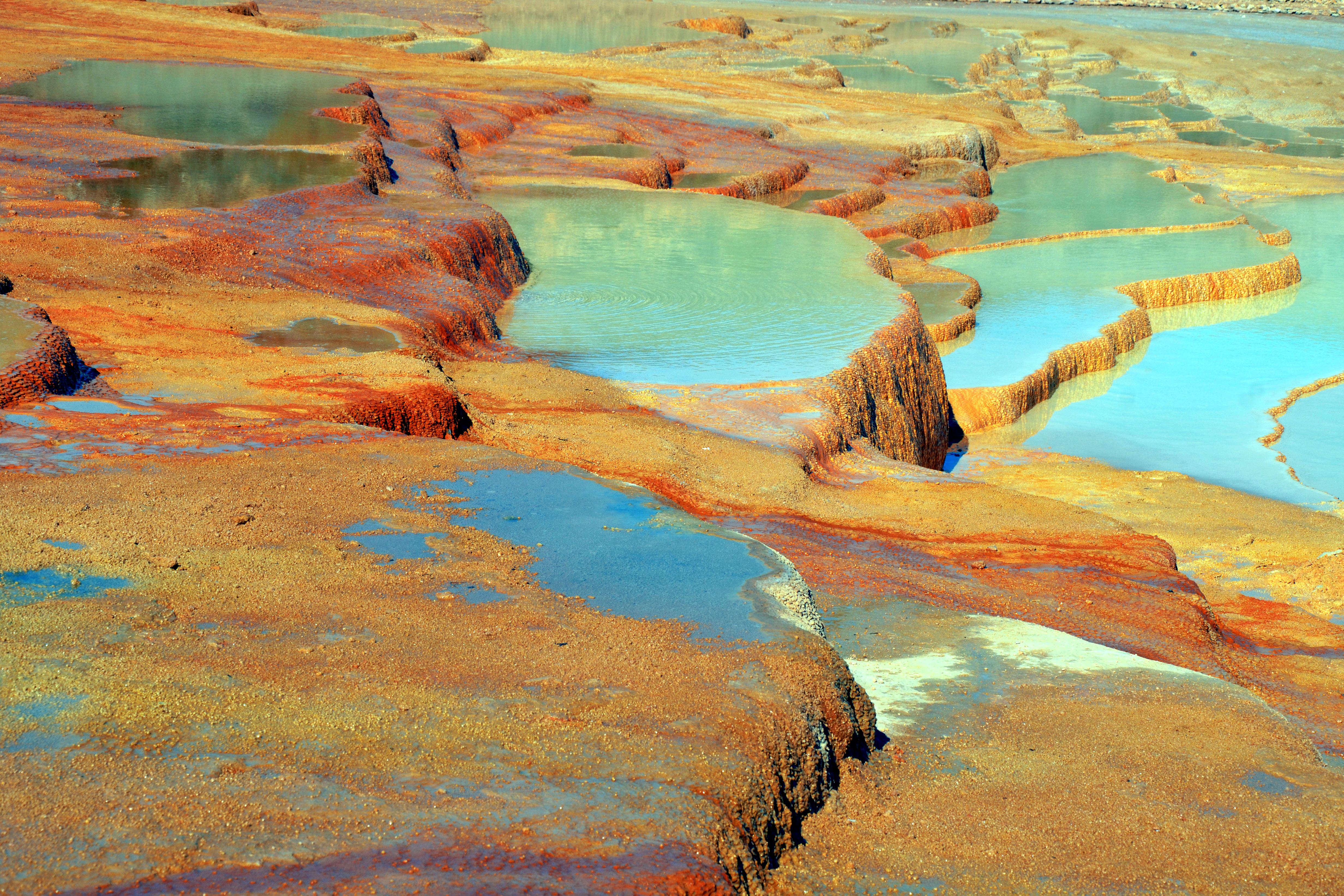

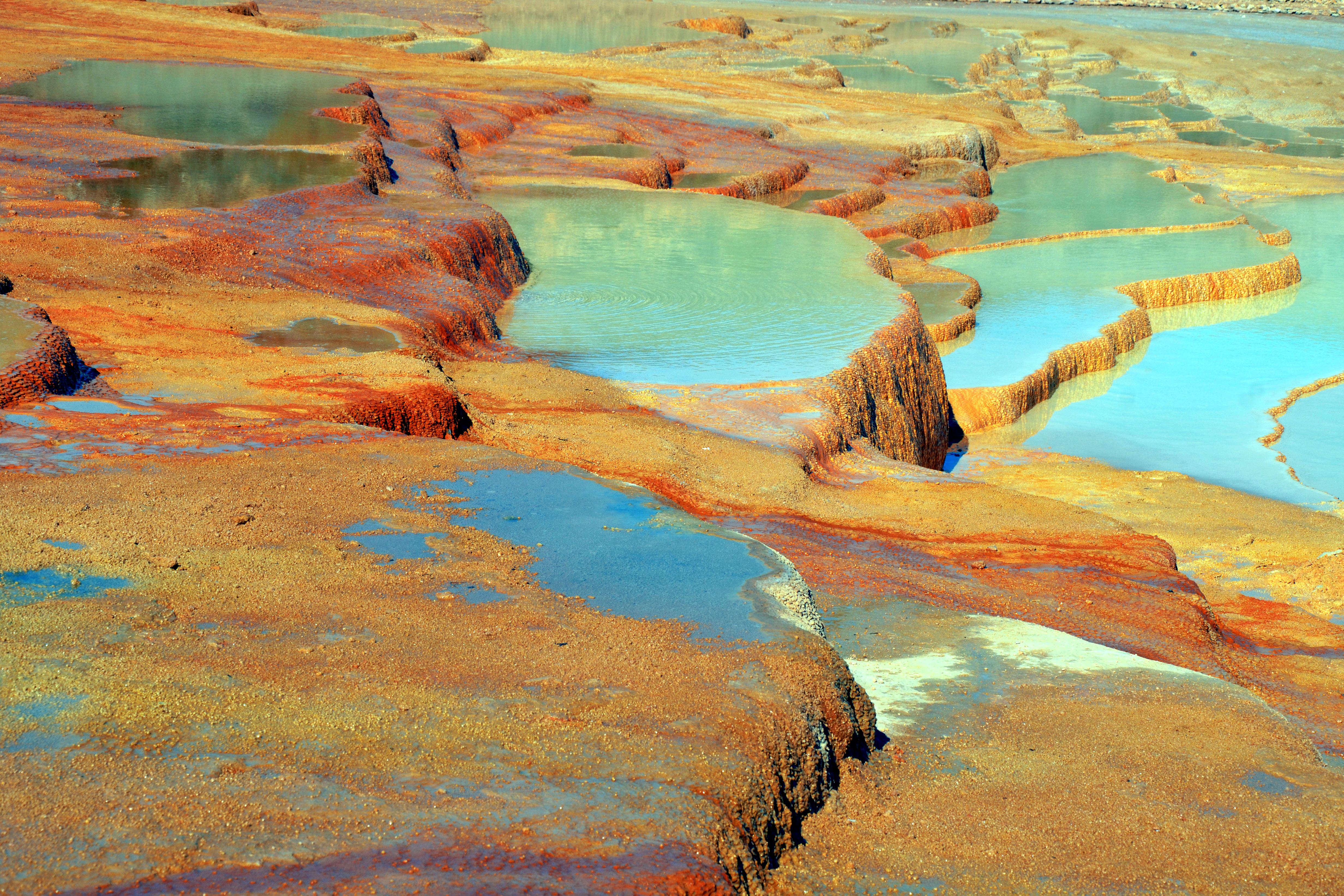

## Hình ảnh

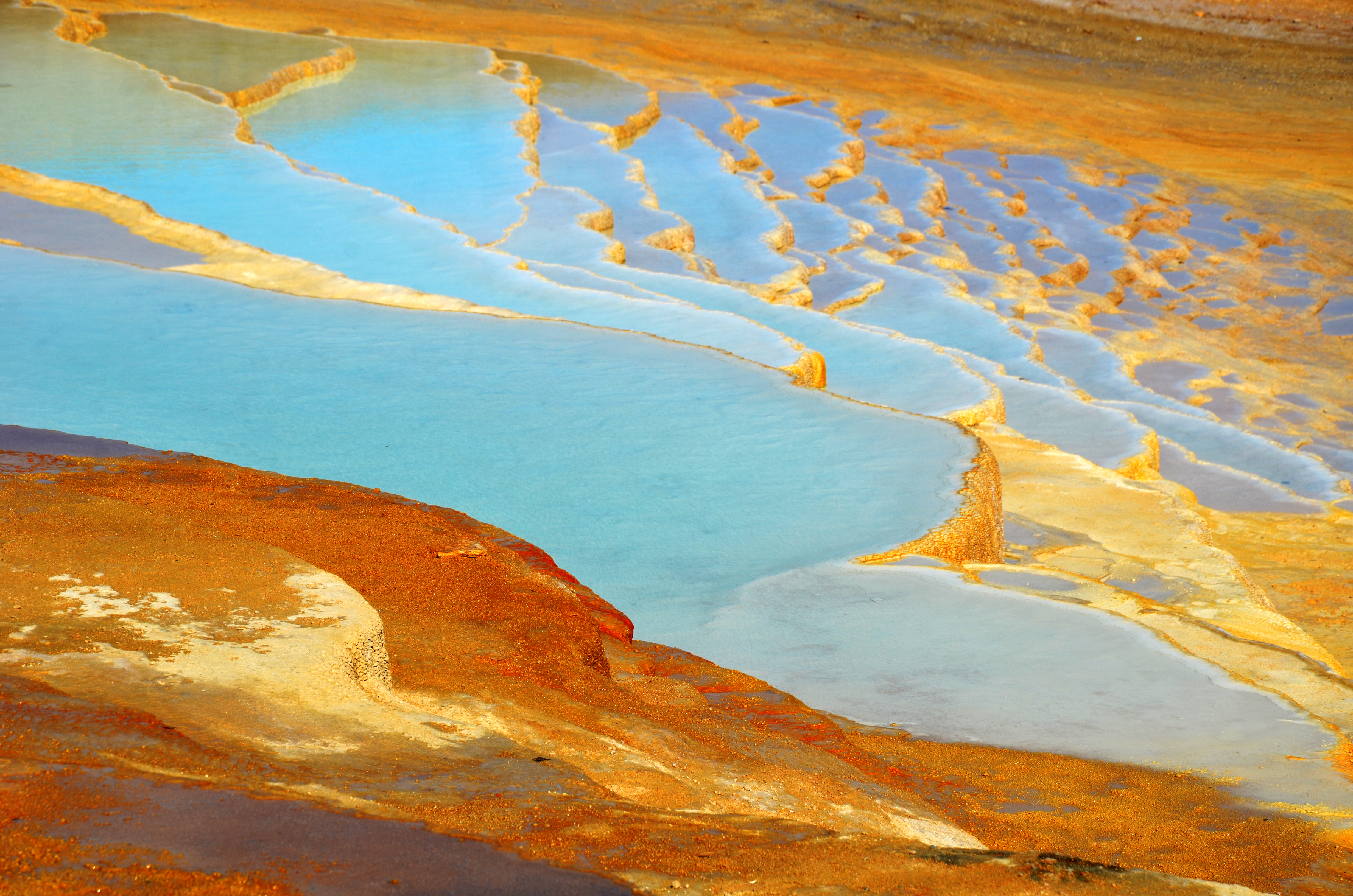
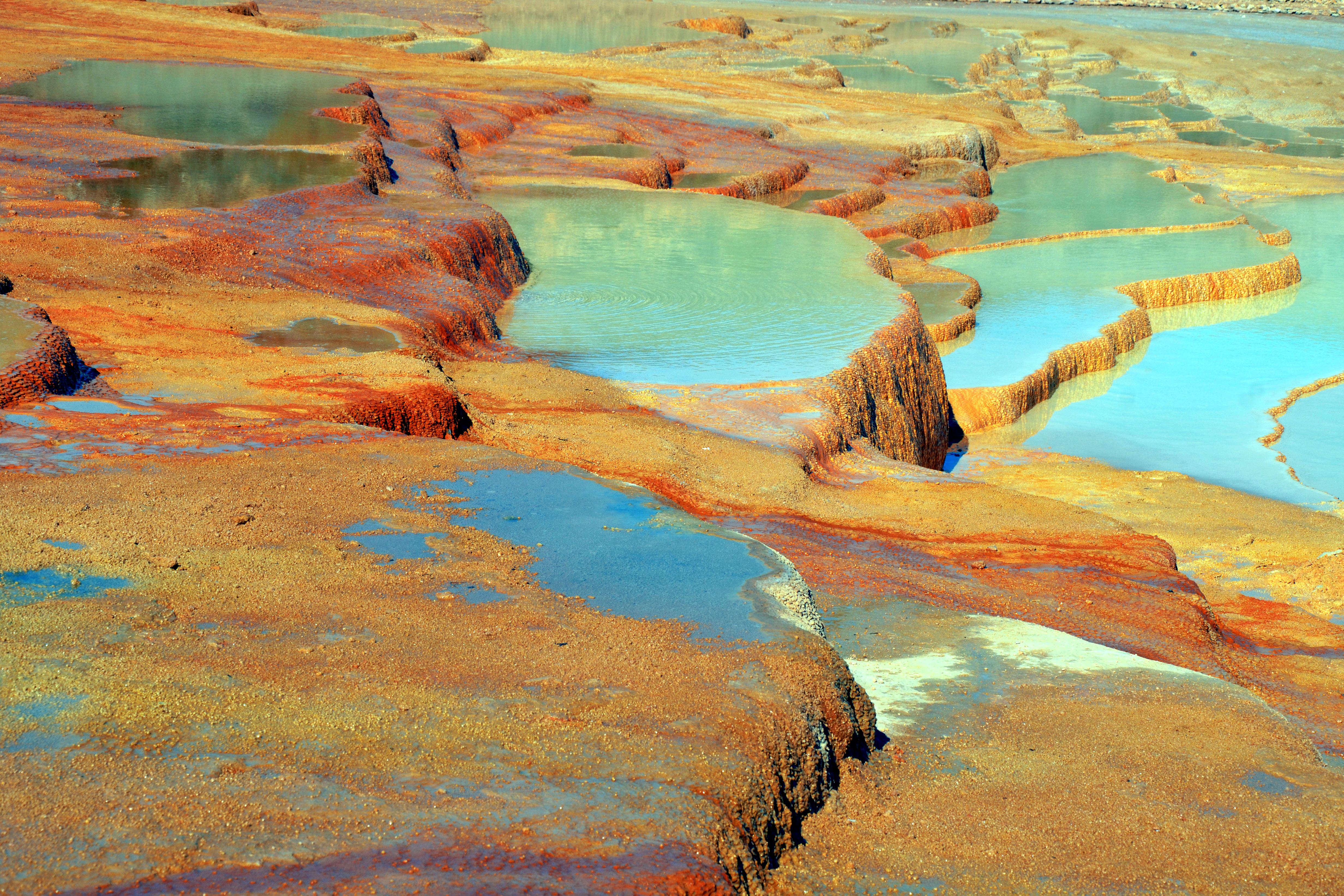
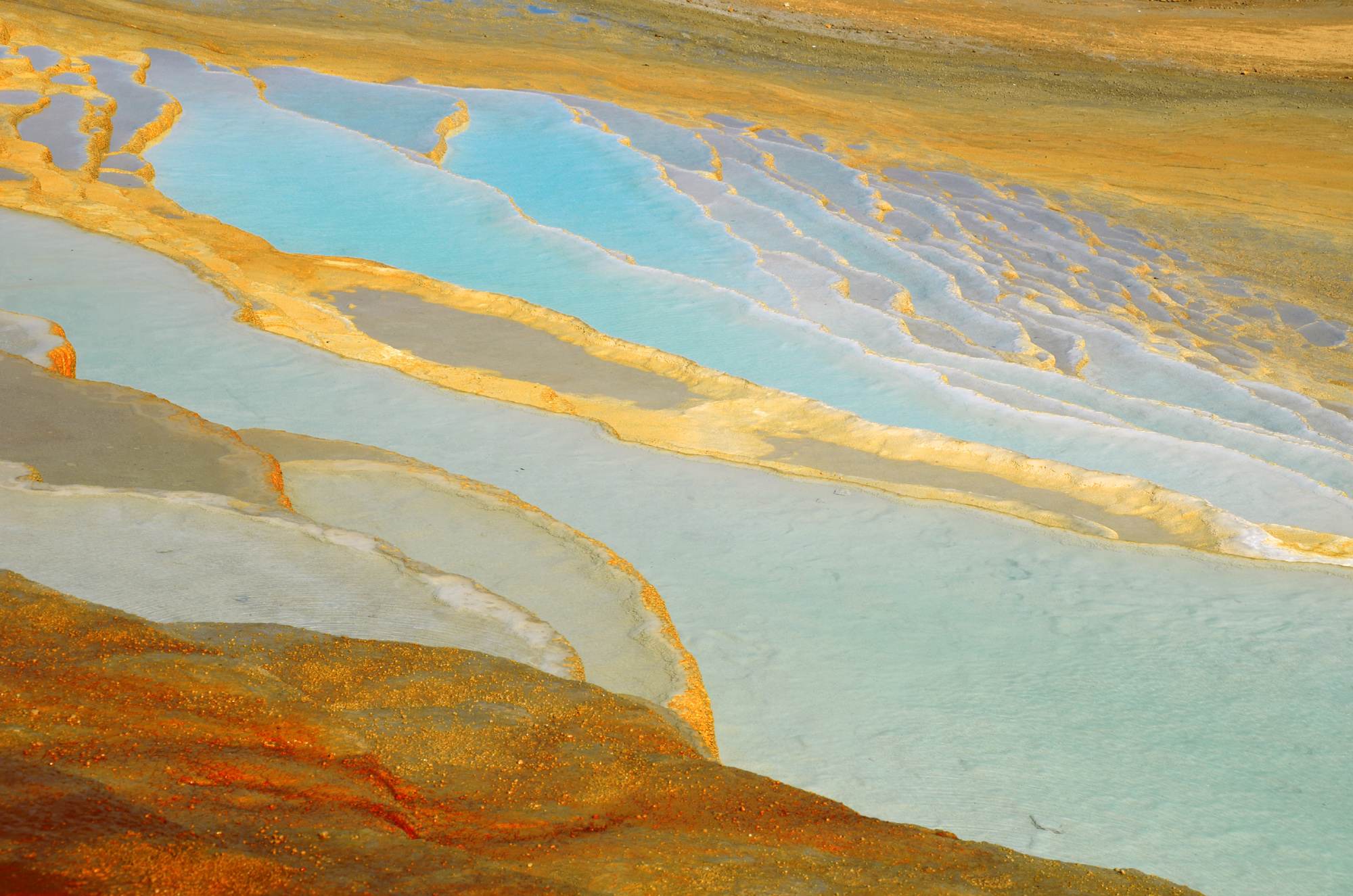
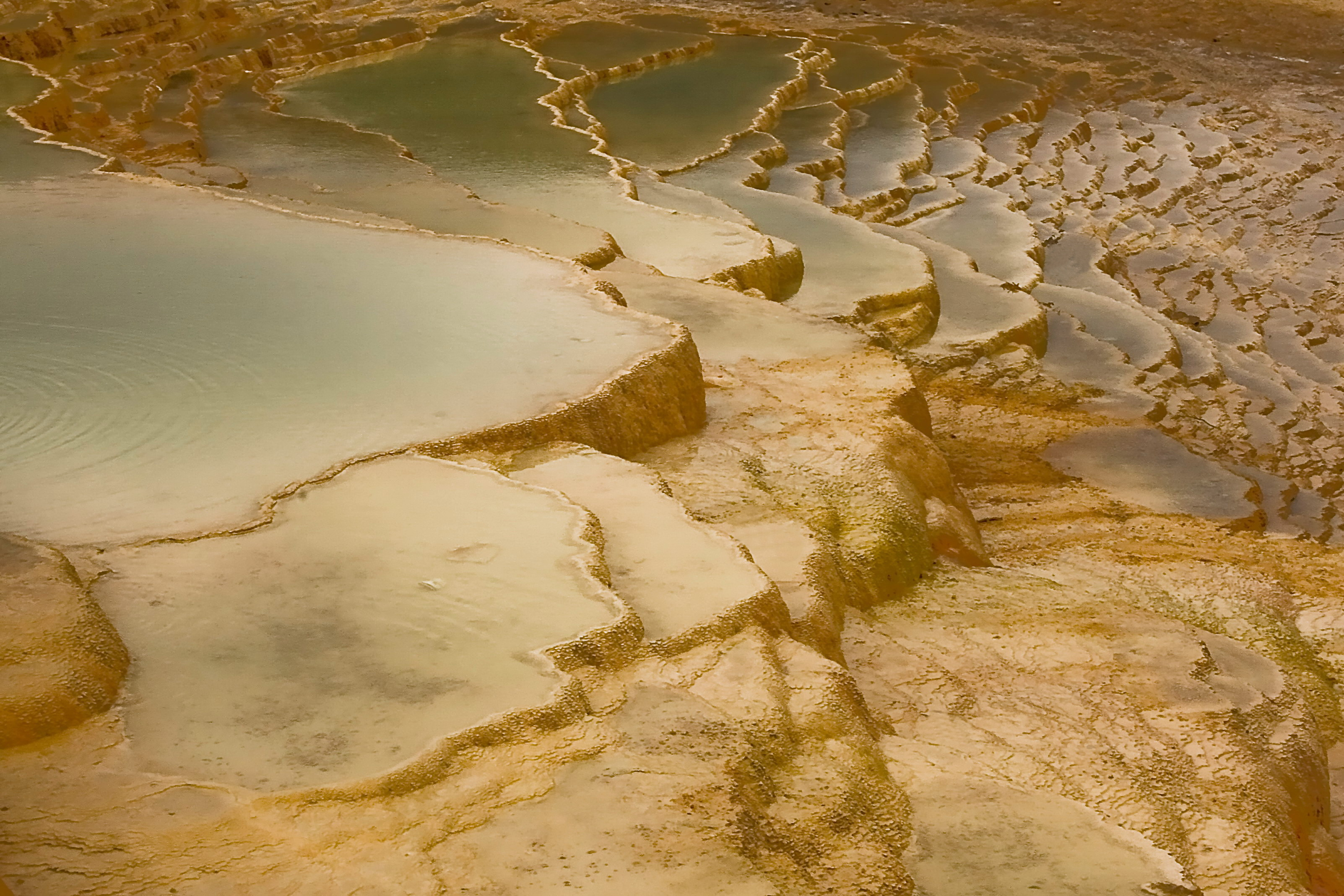
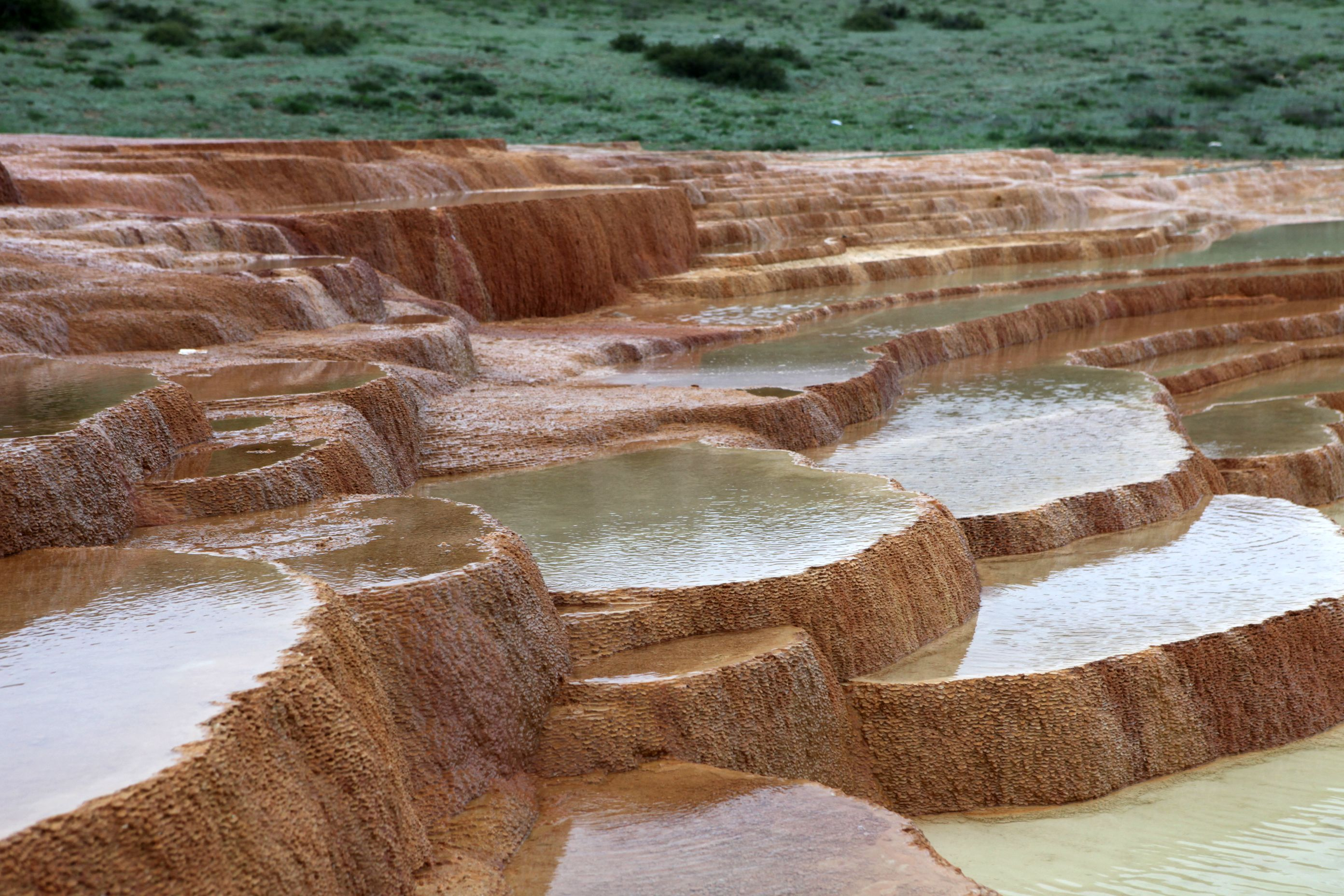
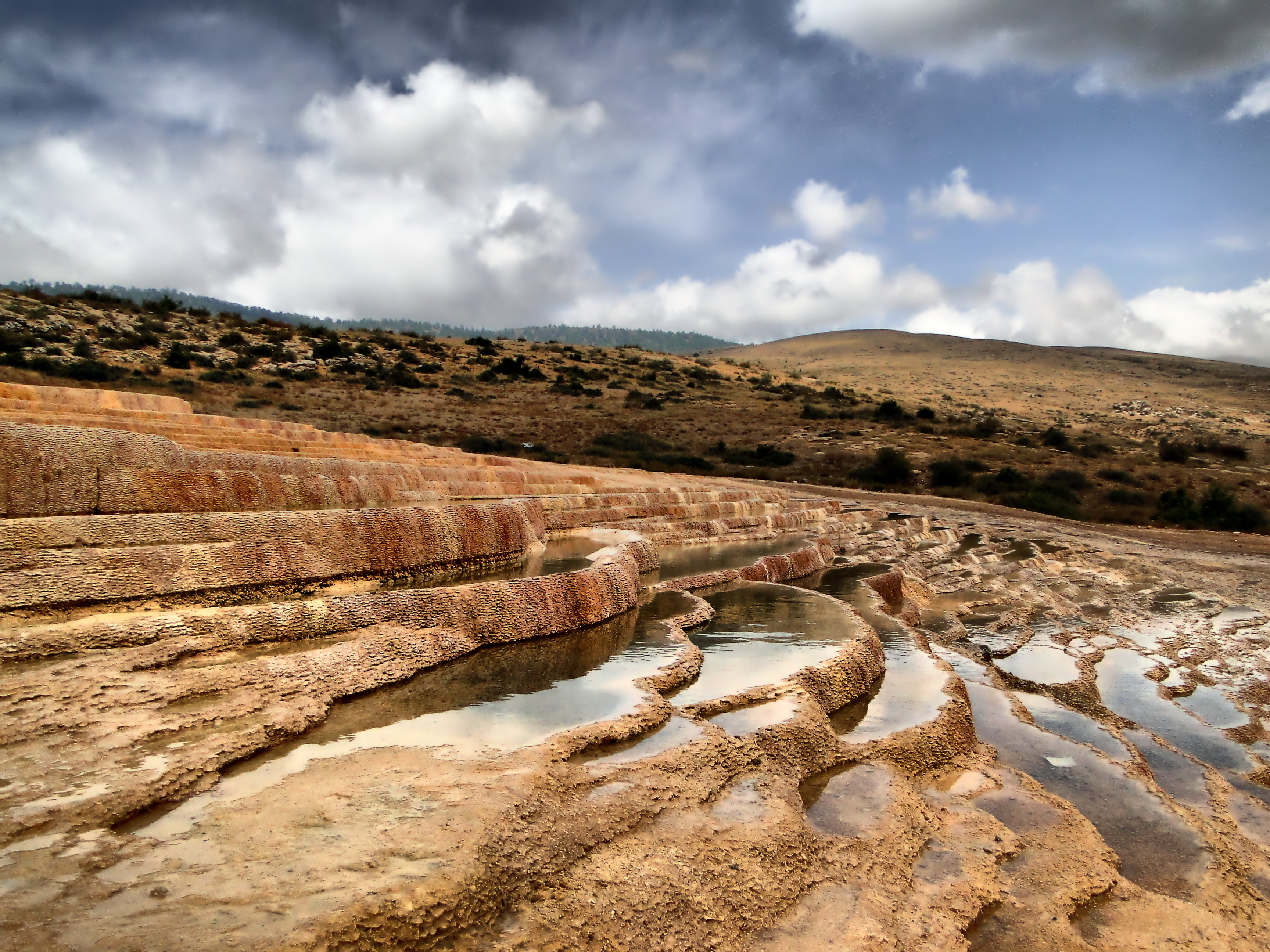
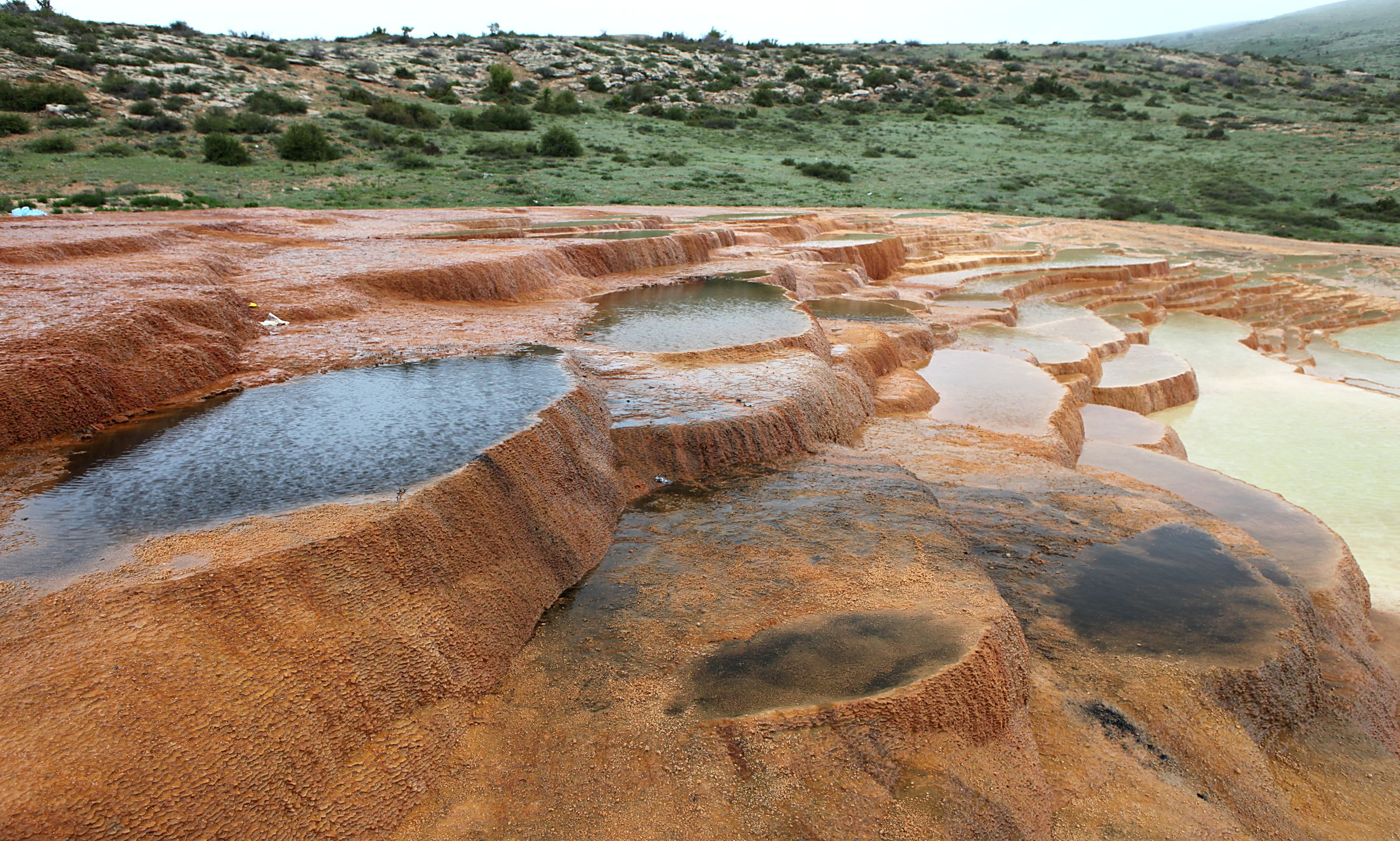
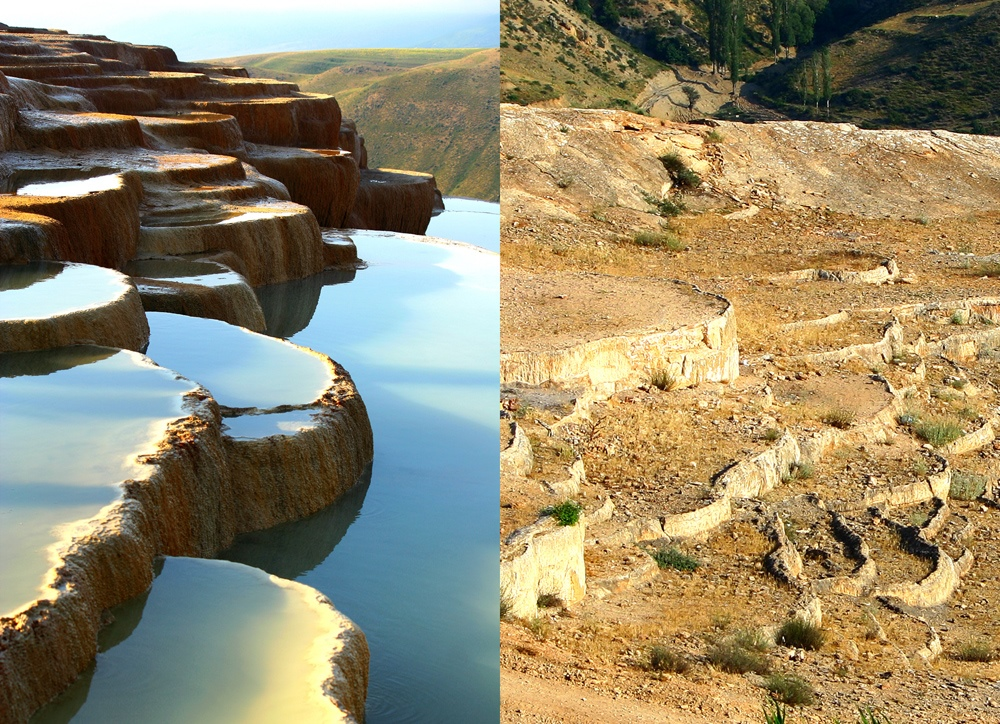
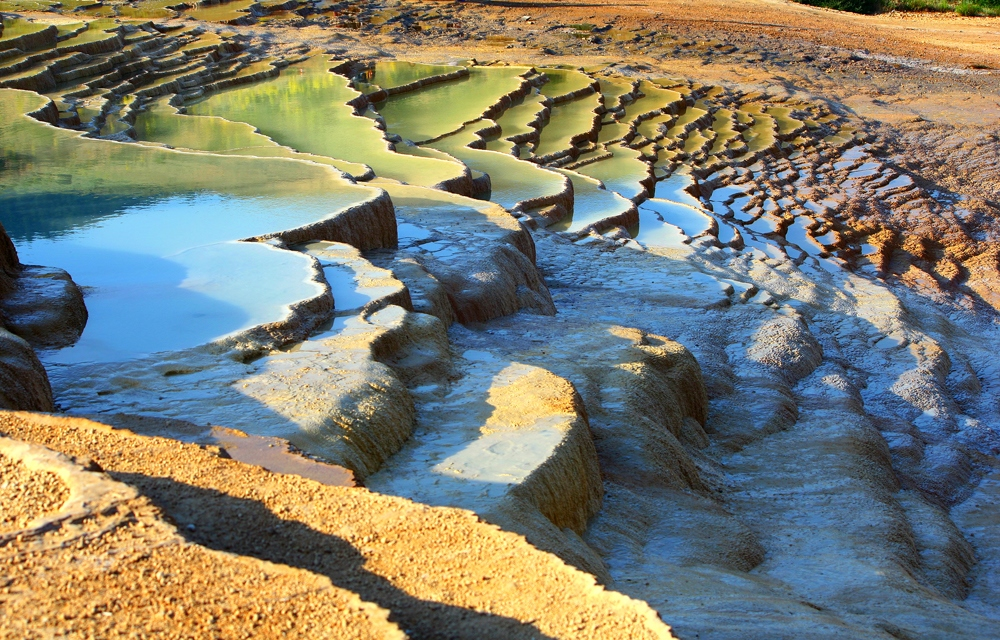
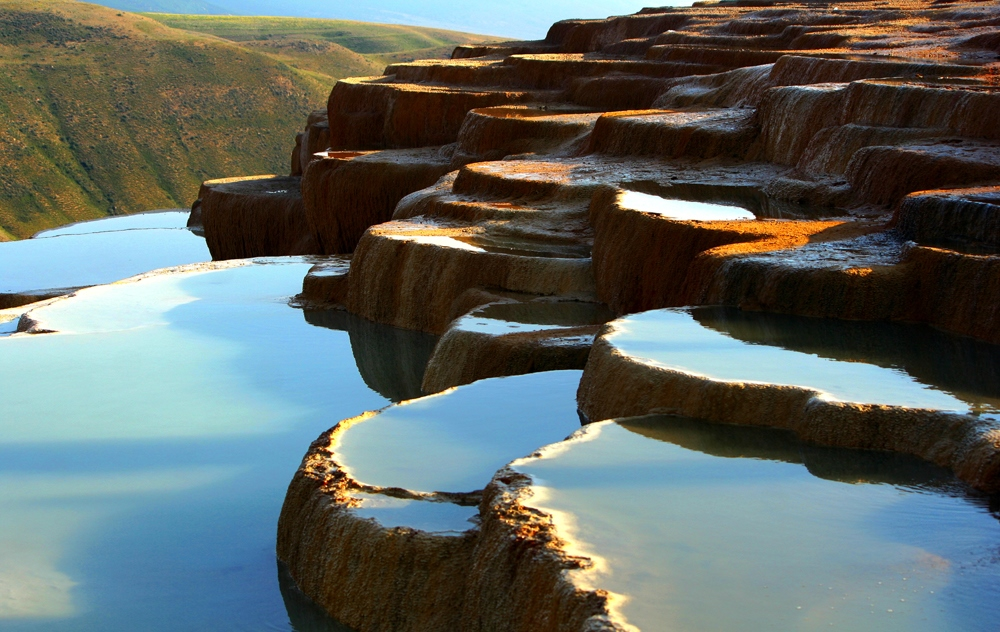
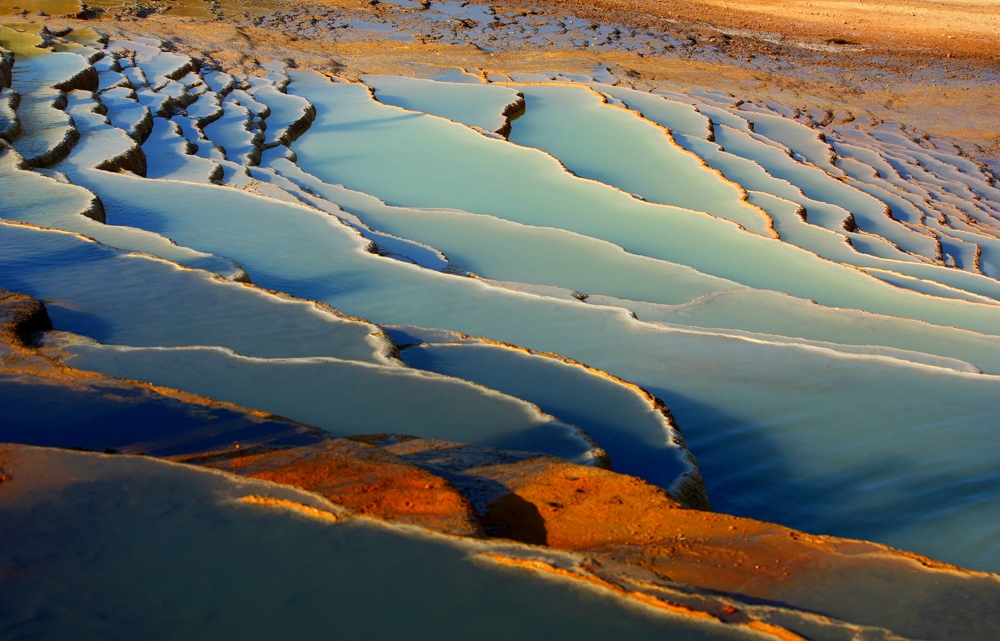
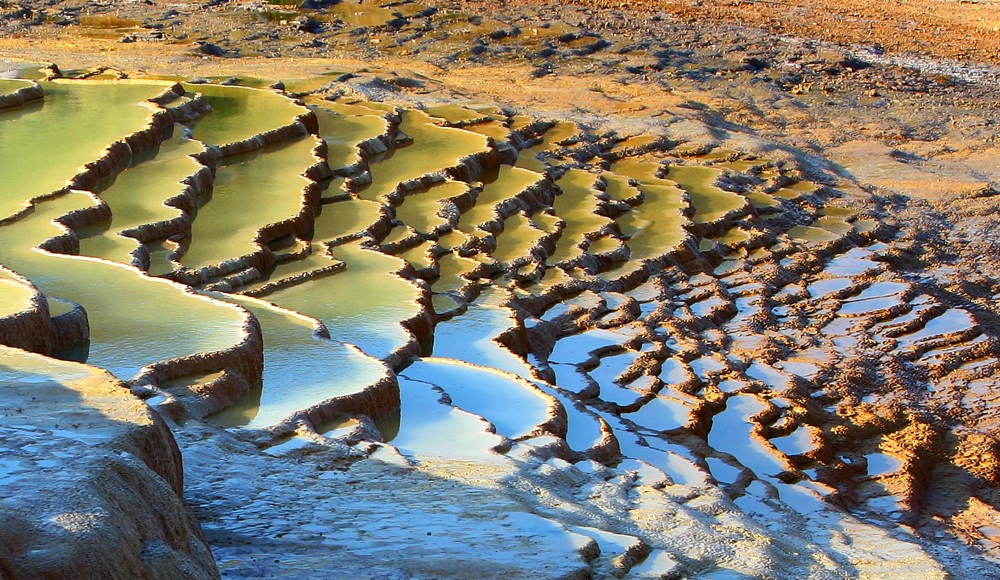
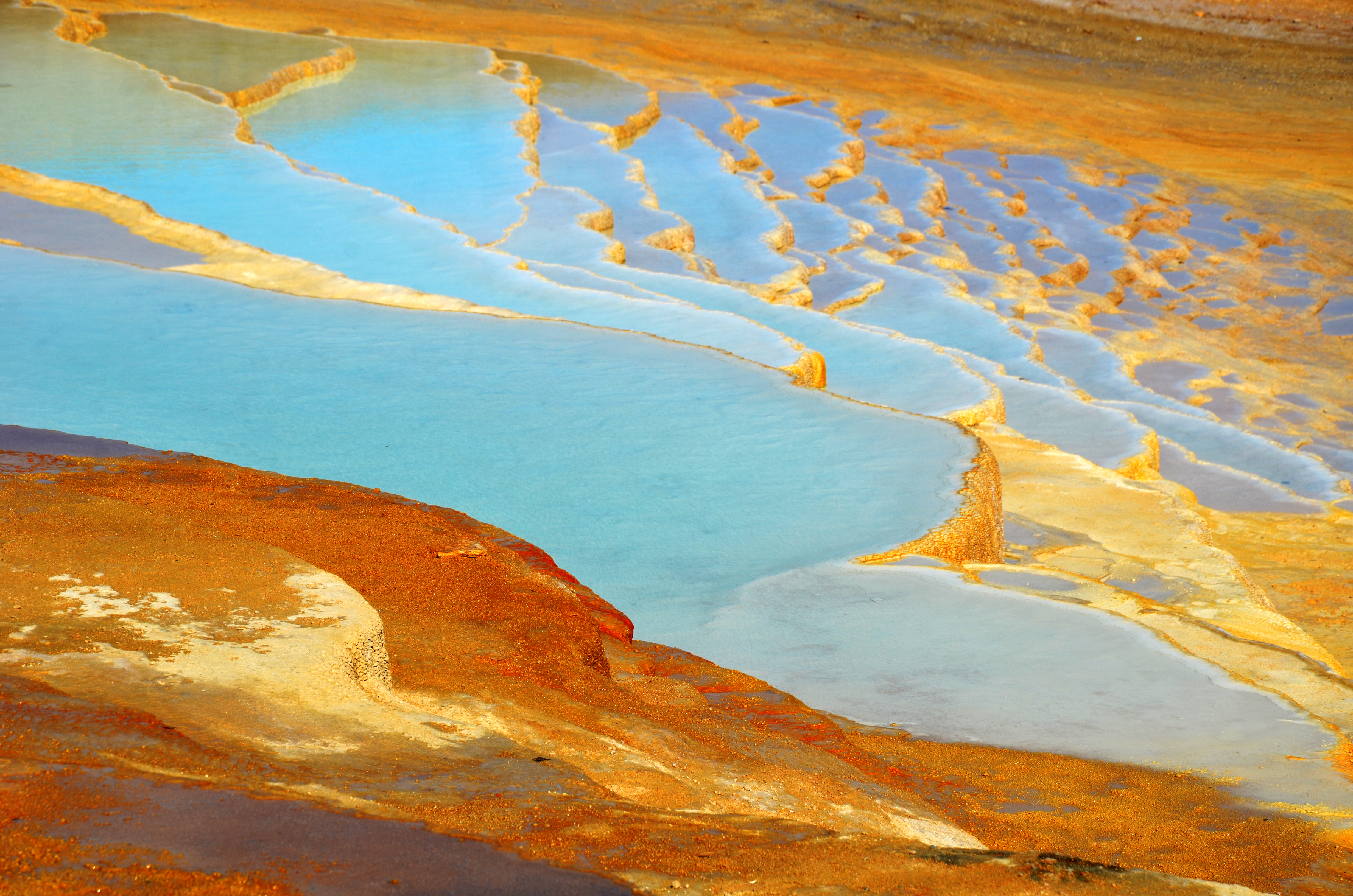
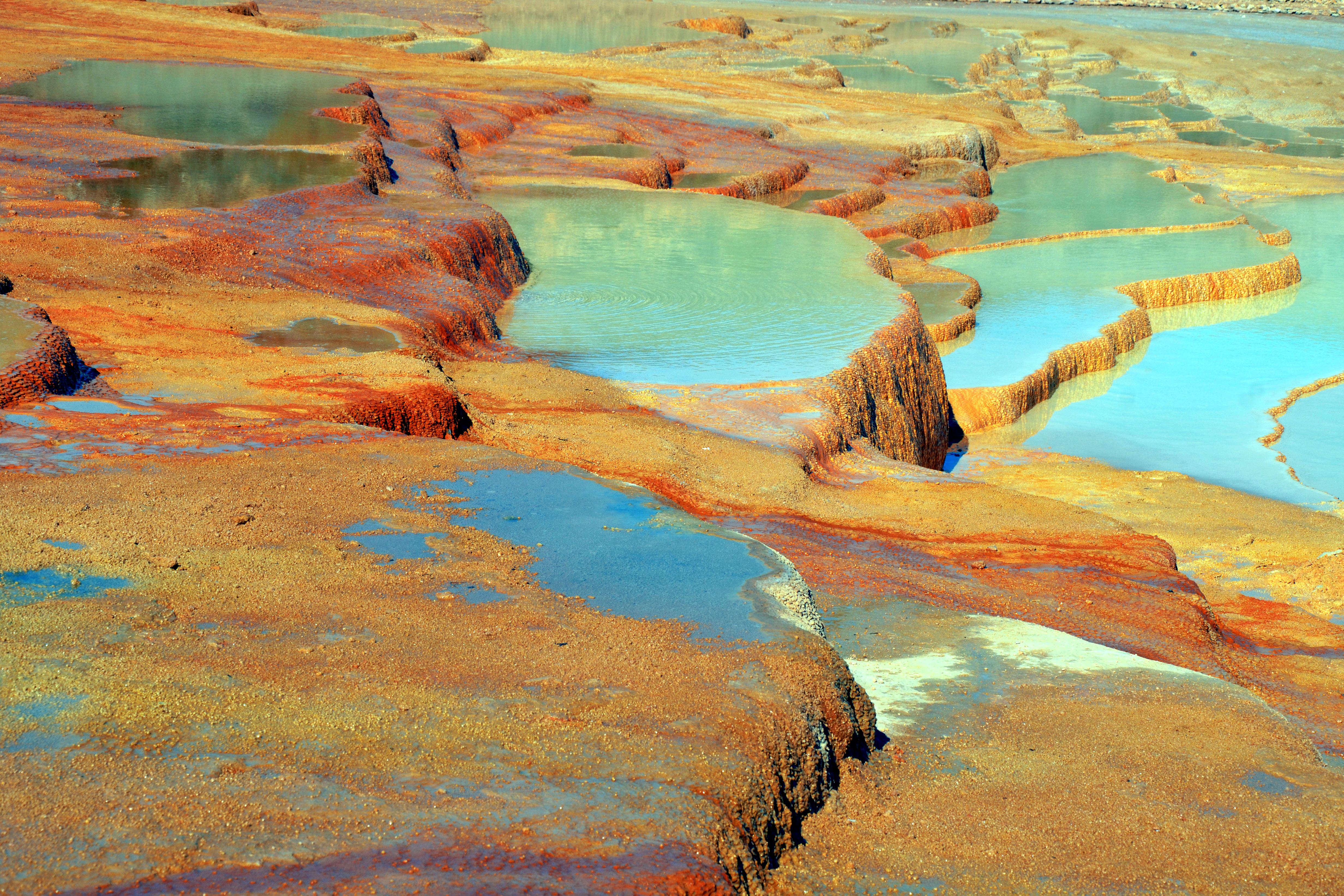
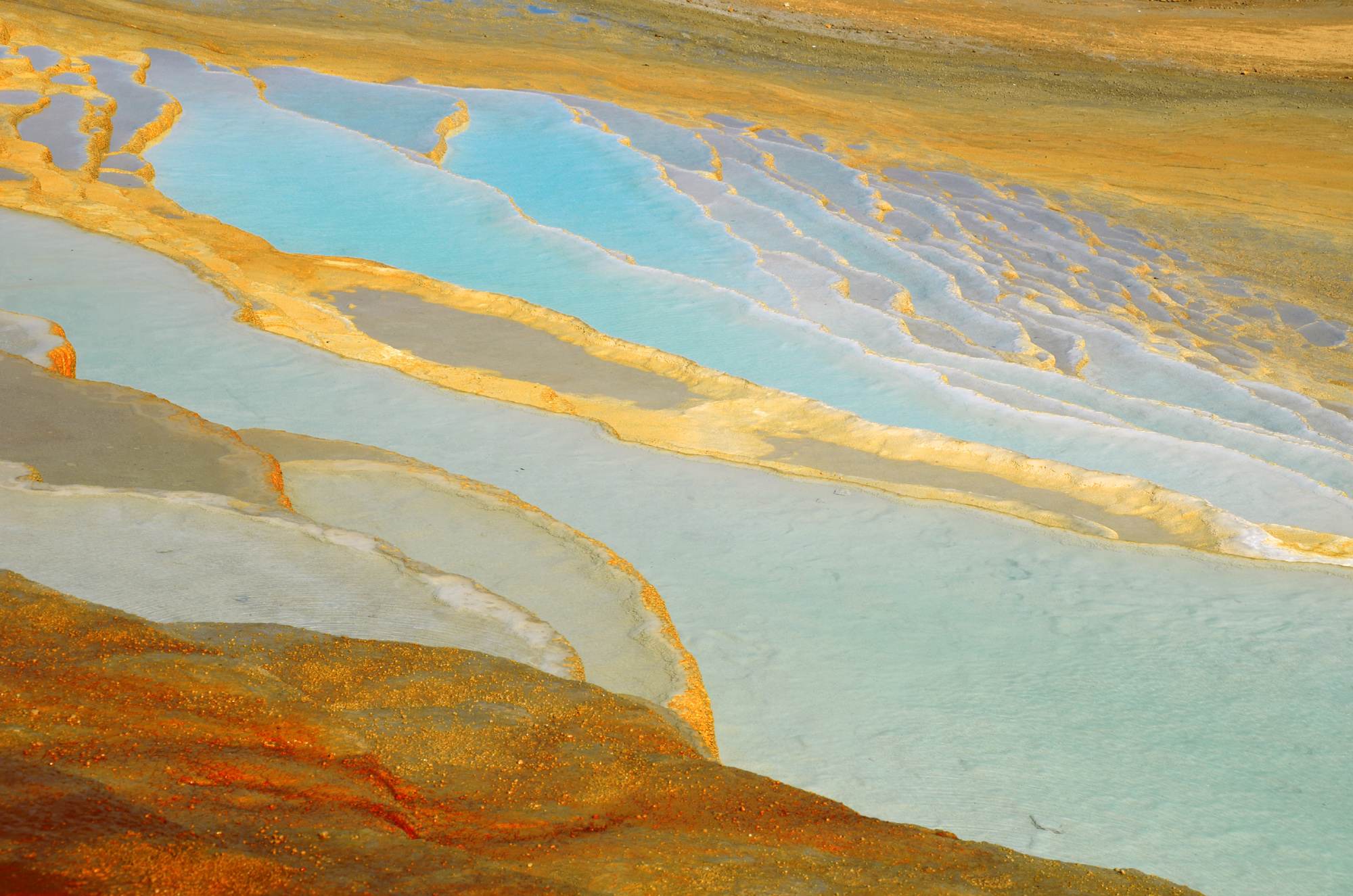

## Địa danh tương tự
- Pamukkale, Thổ Nhĩ Kỳ
- Khu thắng cảnh Hoàng Long, Tứ Xuyên, Trung Quốc
- Suối nước nóng Mammoth thuộc Vườn quốc gia Yellowstone, Hoa Kỳ